# Dionda melanops
Dionda melanops és una espècie de peix cipriniforme de la família dels ciprínids que es troba a Mèxic.